# Американський гепард
Американський гепард (Miracinonyx) — вимерлий рід, принаймні двох видів котових, які були ендеміками Північної Америки в епоху плейстоцену (2,6 млн—12 тис. років тому). Ці кішки відомі з фрагментів скелетів. Пума й американський гепард, як вважають, відділилися від пумоподібного предка близько трьох мільйонів років тому. Потім предки гепарда мігрували назад у Старий Світ.

## Морфологія
Два види зазвичай виділяють: M. inexpectatus і M. trumani. Іноді третій вид, М. studeri, додається до списку, але він частіше перераховується як молодший синонім М. trumani. Обидва види морфологічно схожі на сучасного гепарда, але з укороченими мордами й розширеними носовими порожнинами для збільшення кисневої місткості. Тим не менше, ці подібності можуть бути не успадкованими від спільного предка, а бути результатом або паралельної, або конвергентної еволюції. Miracinonyx були більшими, ніж сучасний гепард і близькі за розмірами до сучасних пум із північної частини ареалу. Маса тіла зазвичай була близько 70 кг, при довжині голови й тіла 170 см, довжина хвоста близько 92 см і висота в плечах 85 см.

## М. trumani
М. trumani тварина, що була морфологічно найближчою до істинних гепардів. Живучи в преріях і на рівнинах західної Америки, він ймовірно, полював на копитних тварин рівнин, таких як вилоріг. Справді, хижацтво Miracinonyx вважається причиною, чому вилороги мають швидкість ≈ 90 км/год; їхня максимальна швидкість значно більша, ніж необхідно, щоб обігнати сучасних американських хижаків, таких як пуми й сірі вовки.

## М. inexpectatus
М. inexpectatus був більше схожий на пуму, ніж М. trumani та його пропорції знаходяться між тими, що у пуми і М. trumani. Вид мав повністю висувні кігті й завдяки легкій будові, М. inexpectatus був, ймовірно, швидший, ніж пума і більш майстерним у лазінні, ніж М. trumani.